# Ronja, córka zbójnika (serial animowany)
Ronja, córka zbójnika (jap. 山賊の娘ローニャ, Sanzoku no Musume Rōnya) – japoński telewizyjny serial animowany, zrealizowany na podstawie powieści Astrid Lindgren o tym samym tytule.
W Polsce serial zadebiutował 10 grudnia 2019 na antenie TVP ABC.

## Treść
Ronja przychodzi na świat w wielkim zamku w środku lasu. Jej ojciec Mattis jest hersztem zbójców, których siedziba mieści się na zamku. W noc jej narodzin piorun uderza w zamek, dzieląc budowlę na pół. Dziewczynka dorasta otoczona miłością rodziców i zbójców. Pewnego dnia, podczas samotnej przechadzki, po raz pierwszy w życiu spotyka Birka, syna Borki – śmiertelnego wroga Mattisa. Okazuje się, że Borka i jego banda osiedlili się w niezamieszkanej połowie zamku. Mimo początkowej nieufności, dzieci zostają przyjaciółmi. Tymczasem konflikt między hersztami narasta.

## Obsada
| Role         | Dubbing japoński | Dubbing angielski | Dubbing polski            |
| ------------ | ---------------- | ----------------- | ------------------------- |
| Narrator     | Fukiko Endō      | Gillian Anderson  | Agnieszka Fajlhauer       |
| Ronja        | Haruka Shiraishi | Teresa Gallagher  | Olga Cybińska             |
| Birk         | Reika Uyama      | Kelly Adams       | Borys Wiciński            |
| Mattis       | Takaaki Seki     | Rufus Hound       | Kamil Pruban              |
| Lovis        | Yukari Nozawa    | Morwenna Banks    | Magdalena Krylik          |
| Borka        | Atsuki Tani      | Bob Golding       | Wojciech Żołądkowicz      |
| Undis        | Mika Doi         | Beth Chalmers     | Anna Szymańczyk           |
| Łysy Per     | Umeji Sasaki     | Adrian Edmondson  | Mieczysław Morański       |
| Mały Klippen | Keiji Himeno     | Giles New         | Karol Osentowski          |
| Wietrzydło   | Saori Kato       | Jules de Jongh    | Magdalena Herman-Urbańska |